# Jakov Blažević

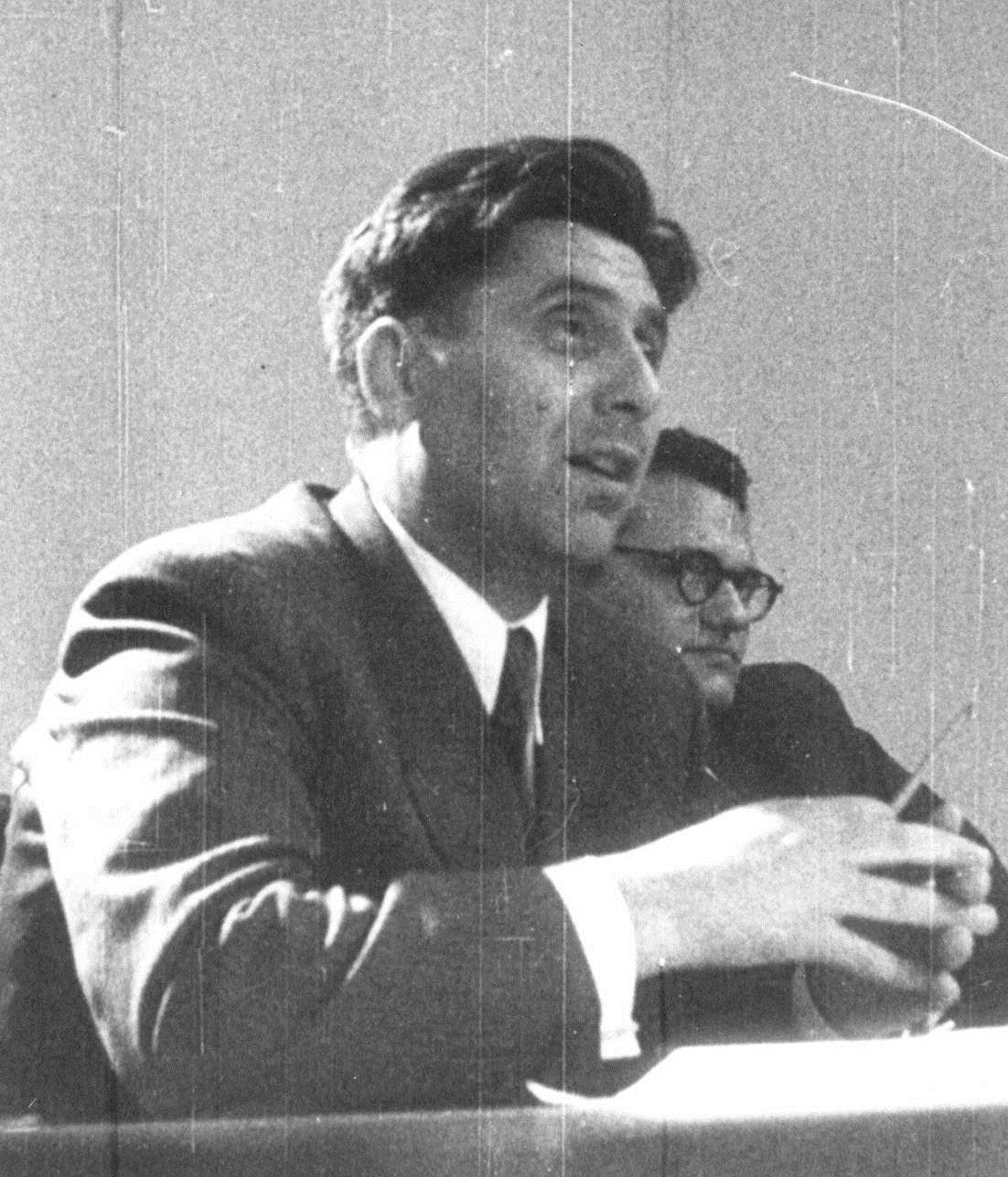
Jakov Blažević

Jakov Blažević (* 24. März 1912 in Bužim, Gospić; † 10. Dezember 1996) war ein jugoslawischer Jurist und Politiker der Sozialistischen Republik Kroatien, der zwischen 1953 und 1962 als Präsident des Exekutivrates zunächst Ministerpräsident sowie später von 1967 bis 1974 als Präsident der Versammlung beziehungsweise von 1974 bis 1982 als Vorsitzender des Präsidiums Staatspräsident der Sozialistischen Republik Kroatien war, einer Teilrepublik innerhalb der Sozialistischen Föderativen Republik Jugoslawien.

## Leben

### Studium, KP-Funktionär und Zweiter Weltkrieg
Blažević trat bereits als 16-Jähriger 1932 der Kommunistischen Partei Jugoslawiens (KPJ) als Mitglied bei und begann nach dem Schulbesuch ein Studium der Rechtswissenschaften an der Universität Zagreb, das er 1936 abschloss. Im Anschluss nahm er eine Tätigkeit als Rechtsanwalt auf und wurde 1940 Sekretär der KP-Bezirksleitung von Lika. Aus diesem Amt wurde er 1941 auf Anweisung des Generalsekretärs der KP Kroatiens, Rade Končar, entlassen, übernahm die Funktion als Sekretär der KP-Bezirksleitung von Lika aber erneut nach der Hinrichtung Končars am 22. Mai 1942. 
1943 wechselte er Leiter der Rechts- und Organisationsabteilung zum Antifaschistischen Landesrat der Volksbefreiung Kroatiens ZAVNOH (Zemaljsko antifašističko vijeće narodnog oslobođenja Hrvatske), dem neugegründeten obersten Gremium der antifaschistischen Bewegung in Kroatien während des Zweiten Weltkrieges. Zugleich wurde er Mitglied des Exekutivkomitees des ZAVNOH und zudem auch zum Mitglied des Zentralkomitees (ZK) der KPJ gewählt. 1944 erfolgte seine Berufung zum ersten Präsidenten des Obersten Gerichtshofes des ZAVNOH.

### Generalstaatsanwalt der Sozialistischen Republik Kroatien und der Prozess gegen Alojzije Stepinac

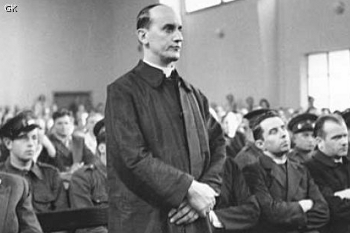
Stepinac vor Gericht (1946)

Nach Kriegsende wurde Blažević zunächst Generalstaatsanwalt der Sozialistischen Republik Kroatien und vertrat in dieser Funktion 1946 die Anklage gegen den Erzbischof von Zagreb, Alojzije Stepinac. 1946 wurde Stepinac von einem in einem politischen Schauprozess zu 16 Jahren Gefängnis mit Zwangsarbeit verurteilt. Die Verteidigung wurde vom Gericht stark behindert, so wurden von den 47 geladenen Zeugen nur 7 zugelassen. Der Vorwurf lautete summarisch auf die Zusammenarbeit mit dem Ustascha-Regime, Zwangskonvertierung der orthodoxen Christen und Widerstand gegen die neue Macht. Vor dem Prozess, der vor allem vom Vatikan stark kritisiert wurde, bot die jugoslawische Regierung dem Apostolischen Nuntius an, Stepinac zu versetzen, erhielt jedoch keine Antwort. Papst Pius XII. bezeichnete das Verfahren gegen Stepinac als „den traurigsten Prozess (tristissimo processo) in der Kirchengeschichte“. Neben dem Vatikan protestierten auch westliche Staatsmänner und Geistliche gegen die Inhaftierung. Stepinac wurde nach 6 Jahren Haft in seine Heimatgemeinde Krašić entlassen und dort in seinem Elternhaus unter Hausarrest mit ständiger Beobachtung durch die Polizei gestellt. Der Arrest bestand bis zu seinem Tode.

### Ministerpräsident und Präsident der Sozialistischen Republik Kroatien
Am 18. Dezember 1953 wurde Blažević als Nachfolger von Vladimir Bakarić Vorsitzender des Exekutivrates und damit Ministerpräsident der Sozialistischen Republik Kroatien. Diese Funktion bekleidete er mehr fast neun Jahre lang bis Juli 1962 und wurde dann von Zvonko Brkić abgelöst.
1967 wurde er dann Nachfolger von Ivan Krajačić als Präsident des Parlaments von Kroatien (Sabor) und somit de facto Staatspräsident dieser Teilrepublik. Zugleich gehörte er zwischen 1969 und 1972 dem Präsidium des Bundes der Kommunisten Jugoslawiens BdKJ und gehörte damit dem obersten Führungsorgan der Kommunistischen Partei Jugoslawiens an. Daneben war er von 1971 bis 1974 Mitglied des Präsidiums der Sozialistischen Föderativen Republik Jugoslawien, dem kollektiven Staatspräsidium Jugoslawiens.
Nach der Neuordnung des Staatssystems durch die Verfassung von 1974 wurde Blažević am 8. Mai 1974 erster Vorsitzender des Präsidiums und blieb damit auch in dieser Funktion Staatspräsident der Sozialistischen Republik Kroatien. In diesem Amt verblieb er bis 1982 und wurde danach von Marijan Cvetković abgelöst. Er selbst zog sich aus dem politischen Leben zurück.
Für seine Verdienste während der Befreiung Kroatiens im Zweiten Weltkrieg wurde ihm der Orden des Volkshelden (Orden narodnog heroja) verliehen. Später wurde aber insbesondere seine Haltung während des Prozesses gegen Alojzije Stepinac stark kritisiert.

## Veröffentlichungen
- O novom ustavu socijalističke samoupravne demokracije : aktualnosti revolucije, Zagreb 1973
- Tražio sam crvenu nit, Zagreb 1976
- Mač, a ne mir : Za pravnu sigurnost građana, Zagreb 1980
- Bez alternative, Zagreb 1980
- Historijsko pamćenje, Zagreb 1982
- Povijest i falsifikati, Zagreb 1983
- Brazdama partije, Mitautorin Vera Gerovac-Blažević, Zagreb 1986